# Edda Dentges
Edda Dentges, auch Edda Lingner, (* 1946 in Apolda) ist eine deutsche Schauspielerin, Regisseurin und Bühnenbildnerin.

## Leben
Edda Dentges war mit dem Regisseur und Schauspieler Klaus Gendries verheiratet, ihr gemeinsamer Sohn Götz Gendries ist ebenfalls Schauspieler. Sie trat nur sporadisch vor der Kamera auf und dann meist in Filmen, die von ihrem Mann inszeniert wurden. Besonders bekannt wurde sie durch ihre Hauptrolle der Brigitte in der erfolgreichen Fernsehkomödie Florentiner 73 (1971) und in der Fortsetzung Neues aus der Florentiner 73 (1972). 1973 wirkte sie im polnischen Spionagefilm Monsieur Paul läßt grüßen… mit. Nach einem Fernsehregiestudium arbeitete sie als Regisseurin beim Kinderfernsehen des DFF. Später arbeitete sie unter dem Namen Edda Lingner als Bühnenbildnerin.

## Filmografie
- 1971: Hafengeschichten (Fernsehfilm)
- 1971: Oswin und die Geister (Fernsehschwank)
- 1972: Florentiner 73 (Fernsehfilm)
- 1973: Polizeiruf 110: Siegquote 180 (TV-Reihe)
- 1973: Die sieben Affären der Doña Juanita (vierteiliger Fernsehfilm)
- 1973: Als entlastet eingestuft. Der Fall des Staatsanwalts Meerstrom (Fernsehspiel)
- 1973: Monsieur Paul läßt grüßen… (Na krawędzi)
- 1974: Neues aus der Florentiner 73 (Fernsehfilm)
- 1976: Jede Woche Hochzeitstag (Fernsehfilm)
- 1980: Am grauen Strand, am grauen Meer (Fernsehfilm)
- 1982: Abgefunden (Fernsehfilm)